# The Legend of Georgia McBride
The Legend of Georgia McBride è un'opera teatrale del drammaturgo statunitense Matthew Lopez, portata al debutto a Denver nel 2014.

## Trama
Casey fatica a mantenersi con il suo lavoro da "Elvis impersonator", una persona che per lavoro di traveste da Elvis Presley per fare foto con i turisti. Il bar in cui lavora però lo licenzia e decide di rimpiazzarlo con delle drag queen. Disperato, Casey deve trovare una soluzione alternativa che gli permetta di saldare i propri debiti, pagare l'affitto e dare un certo senso di sicurezza alla moglie incinta. Decide così di cominciare ad esibirsi come drag queen, una carriera che non solo scopre essere ben più redditizia, ma che lo porta a comprendere la sua vera sessualità

## Storia delle rappresentazioni
The Legend of Georgia McBride ha debuttato al Denver Center for the Performing Arts nel gennaio 2014, per la regia di Mike Donahue. Accolta positivamente da critica e pubblico, la pièce è stata riproposta al Lucille Lortel Theatre dell'Off Broadway, dove è rimasta in cartellone dal 9 settembre all'11 ottobre 2015. Il cast era composto da Dave Thomas Brown (Casey), Wayne Duvall (Eddie), Matt McGrath (Tracy), Keith Nobbs (Rexy/Jason) e Afton C. Williamson (Jo); le coreografie erano curate da Paul McGill.
Successivamente, la commedia è stata portata in scena alla Geffen Playhouse di Los Angeles con Andrew Burnap nel ruolo principale. Numerose altre produzioni dell'opera sono state allestite negli Stati Uniti durante gli anni seguenti, tra cui allestimenti a Dallas e Honolulu nel 2017, a Bethesda, Knoxville, Los Altos e Sacramento nel 2018 e Winter Garden, Burlington e Waterbury nel 2019. Nel 2020 The Legend of Georgia Brown ha fatto il suo debutto internazionale alla Staatstheater Nürnberg di Norimberga.

## Adattamenti
Ryan Murphy ha annunciato che curerà un adattamento cinematografico della pièce prodotto da Netflix e con Jim Parsons nel ruolo della drag queen Miss Tracy Mills.

## Riconoscimenti
Drama Desk Award (2016)
- Nomination Miglior attore non protagonista in un'opera teatrale per Matt McGrath
- Nomination Migliori parrucche e acconciature per Jason Hayes
- Migliori costumi per Anita Yavich

Outer Critics Circle Award (2016)
- Nomination Migliore opera teatrale
- Nomination Miglior regia di un'opera teatrale per Mike Donahue